# Black out

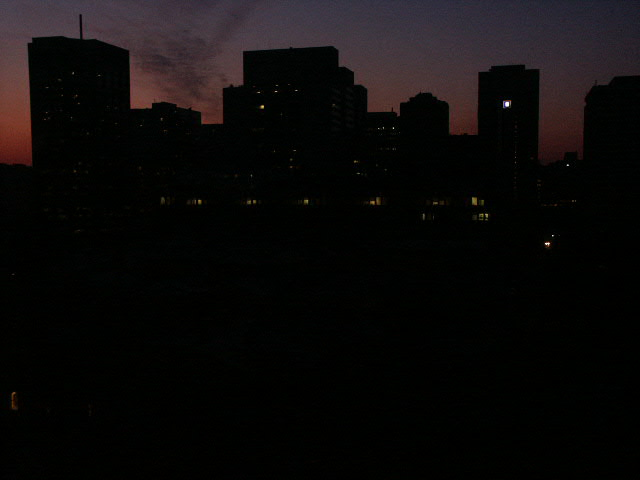
La città canadese di Toronto al buio durante il black out del 2003.

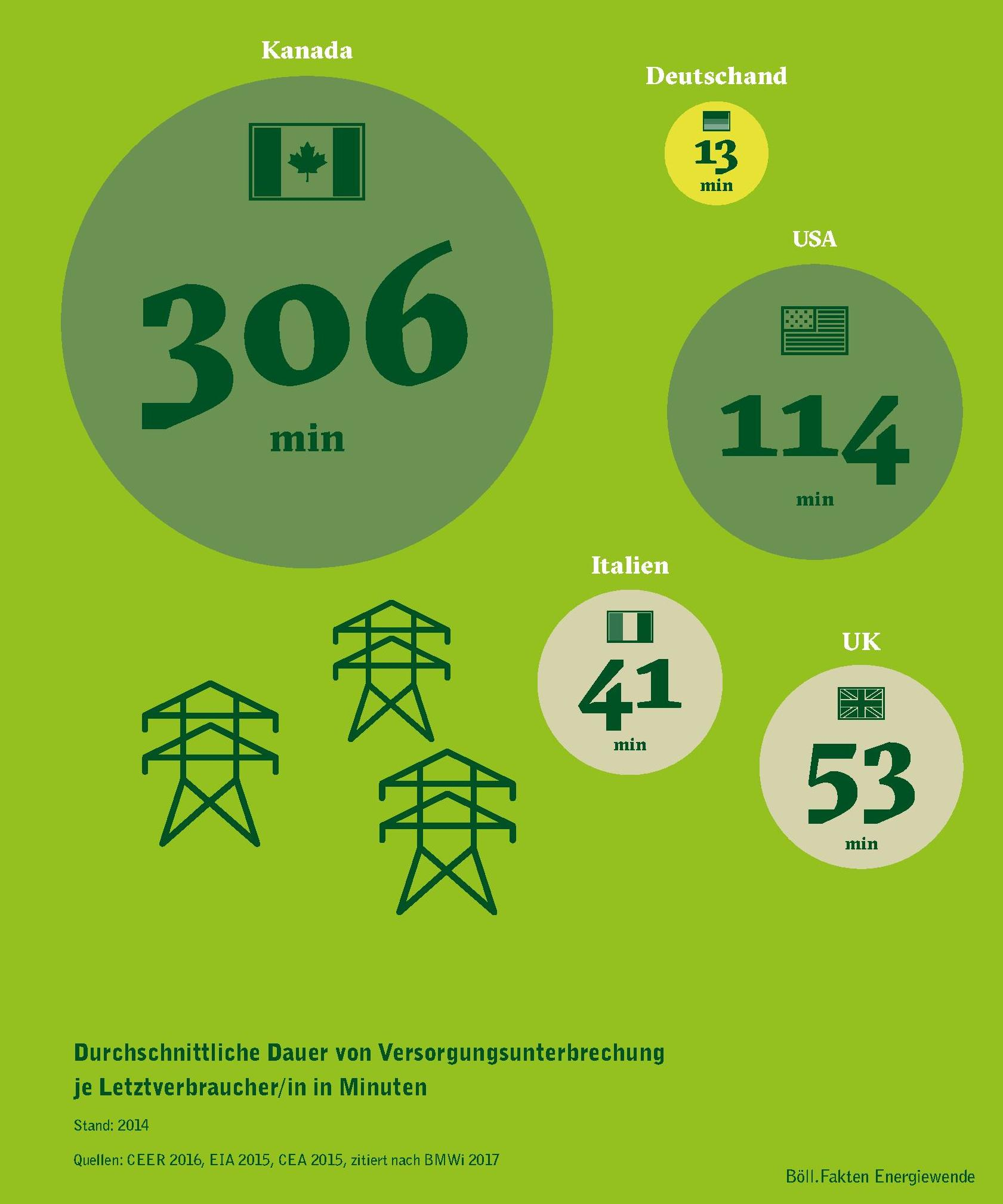

Un black out (anche scritto black-out o blackout), in italiano anche oscuramento, è un'interruzione della fornitura di energia elettrica in una determinata area geografica, che provoca problemi e/o danni a causa della mancata disponibilità di servizi basati sull'energia elettrica (per esempio trasporti, telecomunicazione, riscaldamento, sistemi di sicurezza e reti informatiche). La mancanza di energia elettrica può essere provocata volontariamente (da parte del gestore della rete) oppure involontariamente, per esempio a causa di problemi a centrali o linee, per un sovraccarico della rete (consumo eccessivo rispetto all'effettiva capacità di produzione) oppure per cortocircuiti o guasti in cascata che determinano l'intervento dei sistemi di protezione. La definizione di black out si applica al caso in cui l'energia elettrica sia totalmente assente per un periodo di tempo non trascurabile; qualora l'energia sia presente ma con un livello inferiore al valore normale il guasto è detto brownout, mentre un'interruzione momentanea (con durata da pochi millisecondi a qualche secondo e a volte eliminata automaticamente dai sistemi di protezione della rete, ma comunque sufficiente per essere avvertita) è chiamata dropout.
I sistemi collegati a linee elettriche trifase possono essere soggetti a brownout quando uno o più fasi sono assenti, hanno una tensione insufficiente o non sono correttamente sincronizzate; tali problemi possono danneggiare, in particolare, un motore elettrico.
Alcuni abbassamenti di tensione sono causati intenzionalmente dal fornitore, per prevenire il distacco completo dell'energia (diminuendo la tensione, i carichi risultano generalmente alleggeriti). Rolling black out è il termine usato per indicare una forma di interruzione controllata e a turno dell'erogazione tra i vari distretti di utenze, evitando così un black out di vaste aree.
Le interruzioni di energia elettrica risultano particolarmente pericolose per gli ospedali, nei quali la maggior parte delle utenze, in particolare i macchinari per il mantenimento delle funzioni vitali dei pazienti, sono dipendenti dall'energia elettrica. A seguito di tali rischi, in genere le strutture sanitarie possiedono generatori elettrici di emergenza (solitamente alimentati da motori a gasolio) configurati per avviarsi appena ha luogo l'interruzione di corrente, ai quali vengono collegate le utenze che non devono mai rimanere senza alimentazione; per evitare che l'energia elettrica venga a mancare anche durante gli istanti impiegati dai motori a gasolio per avviarsi, sono presenti in genere anche dei gruppi di continuità. I generatori di emergenza e i gruppi di continuità sono presenti anche in altre strutture in cui è di vitale importanza il fatto che la corrente elettrica non sia mai assente, come le linee di produzione industriale che non si possono interrompere e i sistemi di sicurezza delle centrali.
Anche le centrali telefoniche e le reti telematiche hanno, in genere, gruppi di batterie di backup e, in alcuni casi, generatori di emergenza a gasolio per far fronte ad assenze prolungate di energia.
I black out possono inoltre venire provocati da atti di terrorismo, per paralizzare l'attività di una zona; tale espediente fu utilizzato, ad esempio, negli anni '80 dal movimento terrorista e rivoluzionario peruviano Sendero Luminoso.

## Correlazione con le nascite
Gli episodi di black-out più noti sono stati associati ad un sensibile aumento del numero di bambini nati circa 9 mesi dopo tali eventi. Il presunto rapporto di causa-effetto non è mai stato ufficialmente riconosciuto, tanto che spesso le cifre ad esso correlate hanno subìto contestazioni. Dopo un grande caso di black out in Olanda nel 2008, un'ostetrica locale (Brendy Kouwenberg) che aveva assistito al congruo numero di parti ha dichiarato che proprio il black-out ne sarebbe stato la causa. Analizzando anche i già citati casi di New York e Münster, la Kouwenberg sosteneva che l'assenza dell'energia elettrica (con conseguente impossibilità di usare lampade, televisori, Internet, videogiochi ed elettrodomestici) ed il buio incoraggerebbero le coppie ad intensificare l'attività sessuale, con riscontro numerico.

## Black outstorici
Di seguito, è riportata in ordine cronologico una lista dei black-out più famosi della storia:
- Stati Uniti, 9 novembre 1965: il primo black-out documentato, avvenuto alle 17.17, in cui un'area di 200 000 km² rimase al buio per 12 ore. La causa fu un guasto nella centrale idroelettrica di Niagara Falls, vicino alle cascate, le cui cause non furono mai definite.[15] Lo stato di New York si oscurò per primo, quando alle 17.28 le luci di Manhattan si spensero[15]; successivamente, furono colpiti anche: Massachusetts, Connecticut, Rhode Island, Vermont, Maine, New Hampshire e due province canadesi.[15] L'oscuramento interessò, parzialmente, anche il New Jersey e la Pennsylvania.[15] Il black-out impiegò solamente 12 minuti per estendersi a tutta l'area.[15] L'interruzione di energia elettrica causò gravi problematiche: lo spegnimento dei semafori paralizzò il traffico, gli ospedali sospesero le operazioni chirurgiche per attivare i generatori (ancora poco diffusi), gli aerei non poterono atterrare sulle piste, migliaia di persone rimasero bloccate in ascensore e nelle metropolitane.[15] A New York si registrarono 3 morti, 2 delle quali per arresto cardiaco e l'altra per una caduta dalle scale.[15] Nelle 12 ore di buio, il tasso di criminalità scese invece di aumentare e la polizia compì 59 arresti.[15] Un aneddoto rivela che, 9 mesi più tardi (intorno all'agosto 1966), vi fu un netto incremento delle nascite: tale dato, tuttavia, non è mai stato ufficialmente confermato.[15] Robert Wagner, all'epoca sindaco di New York, definì l'episodio «la più bella notte della città».[15] Nel 1985, per commemorare il ventennale dell'avvenimento, si tennero feste e cerimonie illuminate da fasci di raggi laser.[15]
- New York, 14 luglio 1977: dalla sera del 13 luglio sino al tardo pomeriggio del giorno seguente, la città rimase al buio dopo che i fulmini avevano causato un'avaria in una sottostazione, trasmettendo il danno anche alle altre con un "effetto a catena". L'interruzione rimase circoscritta alla sola New York[17], teatro di saccheggi e furti: la polizia arrestò ben 4 000 persone.[15] Anche in questo caso l'incidente fu messo in correlazione con un boom di nascite verificatosi 9 mesi dopo (aprile 1978), ma neppure in questo caso le cifre sono considerate ufficiali.[15]
- Francia, 19 dicembre 1978: l'interruzione di un cavo elettrico che collega Parigi alle regioni dell'Est lascia al buio la maggior parte del paese.[2][18]
- Egitto, 25 aprile 1990: una tempesta di sabbia causa un'interruzione dell'energia elettrica nella capitale Il Cairo e nelle altre principali città del paese.[2]
- Grecia, 5 novembre 1993: la capitale Atene e le zone circostanti rimangono senza energia elettrica per varie ore.[2]
- America settentrionale, 3 luglio 1996: un'interruzione colpisce principalmente l'Ovest (circa 10 milioni di persone), ma anche alcune regioni canadesi e messicane.[2]
- Canada, gennaio 1998: nell'Est del paese, almeno 3 milioni di persone rimangono senza energia elettrica per una settimana dopo che piogge torrenziali avevano colpito lo stato, congelando le linee elettriche.[2]
- Francia, 26 dicembre 1999: una tempesta lascia senza energia elettrica per alcuni giorni 3,6 milioni di abitanti in tutto il paese.[2]
- Algeria, 3 febbraio 2000: un guasto alla principale centrale elettrica del paese lascia, per molte ore, al buio l'intera nazione.[2]
- India, 2 gennaio 2001: la parte settentrionale del paese, in cui vivono oltre 200 milioni di persone, rimane al buio per un guasto occorso ad una centrale dell'Uttar Pradesh.[2][19]
- California, 18 gennaio 2001: un milione di abitanti, dopo i tagli di fornitura di energia elettrica prodotti dalla liberalizzazione del settore,  dovettero passare velocemente nella regione di San Francisco[Anche se in effetti la fonte si esprime in questi termini, sarebbe opportuno verificare meglio. Una migrazione di un milione di persone?].[2]
- Nigeria, giugno 2001: il collasso di un pilone portante, localizzato nell'Est del paese, lascia senza energia elettrica circa 30-50 milioni di abitanti.[2]
- Brasile, 21 gennaio 2002: il blocco alle turbine di un'enorme diga causa l'interruzione della corrente in metà del paese, colpendo tra le altre Rio de Janeiro e San Paolo.[2]
- Filippine, 21 gennaio e 21 maggio 2002: il primo caso si verifica nello stesso giorno del blackout brasiliano, quando un'esplosione nelle installazioni elettriche della capitale Manila lascia senza corrente circa 35 milioni di persone.[2] Un secondo episodio avviene 4 mesi dopo, sempre nella capitale: un guasto lascia al buio l'intera isola di Luzon, comprendente 40 milioni di abitanti.[2][20]
- Colombia, 17 marzo 2002: il blocco di due trasformatori lascia senza luce gran parte della popolazione, tra cui quella di Bogotà.[2]
- Argentina, 24 novembre 2002: problemi di distribuzione lasciano senza energia elettrica 10 milioni di persone, a Buenos Aires e nelle zone limitrofe.[2]
- America settentrionale, 14 agosto 2003: una serie di errori umani in Ohio lascia senza luce circa 50 milioni di persone, nel nord-est degli Stati Uniti e in parte del Canada (Toronto compresa).[1][21] La normalità viene ristabilita dopo 2 giorni.[2]
- Gran Bretagna, 28 agosto 2003: intorno alle 18 a Londra e nelle zone circostanti si interrompe l'erogazione dell'energia elettrica per 34', provocando il blocco della ferrovia nazionale, del 60% della rete della metropolitana e della Borsa di Londra.[2] Fonti giornalistiche stimano che circa 250 000 persone siano rimaste bloccate nella metropolitana.[2][22]
- Danimarca, 23 settembre 2003: un guasto tecnico in una centrale della Svezia —dal quale il paese confinante attinge in gran parte per quanto concerne l'energia elettrica— fa saltare la corrente per 2 ore a Copenaghen e nella parte meridionale dello stato svedese, interessando 4 milioni di utenti.[2]
- Italia, 28 settembre 2003: il più importante incidente di questo tipo nella storia del paese, verificatosi alle 3.20 del mattino.[23] Venne scatenato dalla caduta di un albero su una linea ad altissima tensione tra la Svizzera e l'Italia, che innescò una serie di disservizi a seguito dei quali il carico venne gradualmente distribuito su altre linee, che andarono tutte in sovraccarico e si disattivarono.[23] L'intero paese, ad eccezione della Sardegna e delle isole minori (dotate di reti proprie), rimase senza energia per un tempo variabile tra le 6 e le 19 ore (la riattivazione avvenne prima al nord e poi al sud).[23]
- Münster, novembre 2005: una bufera di neve interrompe per quasi una settimana la fornitura di energia elettrica nella parte settentrionale della Germania.[16] A distanza di 9 mesi, si registrò un deciso aumento nelle nascite.[16]
- Europa occidentale, 4 novembre 2006: un improvviso calo di corrente in Germania provoca interruzioni in buona parte dell'Europa occidentale, comprese le vicine Francia e Italia.[24] In quest'ultimo stato, viene colpita la zona settentrionale del paese e il Salento.[24] Il disagio interessa circa 10 milioni di persone.[24]
- Maasdriel, gennaio 2008: un guasto manda in tilt la rete elettrica, lasciando la città (sita nella provincia olandese della Gheldria) senza luce per 3 giorni e 3 notti.[16] Nell'ottobre dello stesso anno, si registra un'impennata delle nascite pari al 44%: in quel mese vengono alla luce 26 bambini, quasi una volta e mezzo rispetto alla media.[16]
- India, 30-31 luglio 2012: una serie di blackout, ritenuta la più grave della storia, interessa prima il nord del paese e in seguito l'intera area.[25] Rimangono al buio oltre 600 milioni di cittadini.[25]
- America meridionale, 16 giugno 2019: un guasto alla centrale di Yacyreta, al confine tra Argentina e Paraguay, comporta l'interruzione della fornitura di corrente a buona parte degli stati limitrofi; vengono interessate dal disagio anche Uruguay, Brasile, Cile, Perù e Bolivia.[26] Verificatosi nelle prime ore della domenica mattina, il black-out "colpisce" circa 50 milioni di persone per oltre 12 ore.[27]
- New York, 13 luglio 2019: in quella che curiosamente era la giornata del 42º anniversario dell'incidente del 1977, la Grande Mela rimane al buio per più di 4 ore tra la sera di sabato 13 luglio e il mattino di domenica 14 luglio, coinvolgendo più di 72.000 persone. A causare il blackout un guasto a una centrale della ConEdison.[28]
- Penisola Iberica,  28 aprile 2025: intorno a mezzogiorno un improvviso calo di 15 GW nella produzione elettrica spagnola ha causato un blackout totale in Spagna, Portogallo, Andorra e parte del sud della Francia, lasciando milioni di persone senza energia elettrica. Il ripristino del servizio è iniziato nel pomeriggio e si è completato entro la mattina seguente.[29]